# Campeonato da NACAC de Corta-Mato de 2011
O Campeonato da NACAC de Corta-Mato de 2011 foi a 7ª edição da competição organizada pela NACAC no dia 19 de fevereiro de 2011. Teve como sede a cidade de Port of Spain em Trinidad e Tobago, sendo disputadas 4 categorias entre sênior e júnior. Contou com a presença de 118 atletas de 19 nacionalidades, com destaque para o Canadá com 11 medalhas no total, sendo 4 de ouro. 

## Medalhistas
Esses foram os resultados do campeonato. 
| Evento                         | Ouro                             | Ouro      | Prata                         | Prata     | Bronze                      | Bronze    |
| ------------------------------ | -------------------------------- | --------- | ----------------------------- | --------- | --------------------------- | --------- |
| Sênior masculino 8 km          | Robert Cheseret · Estados Unidos | 23:43 min | Cameron Levins · Canadá       | 23:46 min | Colin Leak · Estados Unidos | 23:51 min |
| Sênior feminino 6 km           | Kathryn Harrison · Canadá        | 20:19 min | Megan Duwell · Estados Unidos | 20:22 min | Kim Conley · Estados Unidos | 20:24 min |
| Júnior masculino (Sub-20) 6 km | Ross Proudfoot · Canadá          | 18:27 min | Connor Darlington · Canadá    | 18:29 min | Paul Janikowski · Canadá    | 18:29 min |
| Júnior feminino (Sub-20) 4 km  | Chelsea Orr · Estados Unidos     | 13:54 min | Fiona Benson · Canadá         | 14:00 min | Maria Bernard · Canadá      | 14:02 min |
| Equipe                         |                                  |           |                               |           |                             |           |
| Sênior masculino               | Estados Unidos                   | 15 pts    | Canadá                        | 37 pts    | Trinidad e Tobago           | 86 pts    |
| Sênior feminino                | Estados Unidos                   | 14 pts    | Canadá                        | 30 pts    | Trinidad e Tobago           | 68 pts    |
| Júnior masculino (Sub-20)      | Canadá                           | 12 pts    | Estados Unidos                | 37 pts    | Porto Rico                  | 56 pts    |
| Júnior feminino (Sub-20)       | Canadá                           | 15 pts    | Estados Unidos                | 30 pts    | Porto Rico                  | 61 pts    |

## Quadro de medalhas
| Ordem | País              | Medalha de ouro | Medalha de prata | Medalha de bronze | Total |
| ----- | ----------------- | --------------- | ---------------- | ----------------- | ----- |
| 1     | Canadá            | 4               | 5                | 2                 | 11    |
| 2     | Estados Unidos    | 4               | 3                | 2                 | 9     |
| 3     | Porto Rico        | 0               | 0                | 2                 | 2     |
| 3     | Trinidad e Tobago | 0               | 0                | 2                 | 2     |
| Total | Total             | 8               | 8                | 8                 | 24    |

## Participação
Segundo uma contagem não oficial, 121 atletas de 19 países participaram.
| - Bahamas (2) - Belize (1) - Bermudas (8) - Canadá (21) - Ilhas Caimã (1) - Costa Rica (1) - República Dominicana (4) | - El Salvador (2) - Granada (2) - Guatemala (1) - Guiana (7) - Jamaica (13) - México (7) | - Nicarágua (1) - Porto Rico (12) - Santa Lúcia (4) - São Vicente e Granadinas (4) - Trinidad e Tobago (11) - Estados Unidos (19) |